# ۱۴۱۰ (قمری)
۱۴۱۰ (قمری)، هزار و چهارصد و دهمین سال در گاهشماری هجری قمری است. اول محرم این سال برابر با چهارم اوت سال ۱۹۸۹ میلادی است.

## وابسته
- تنبیه‌الامه و تنزیه‌المله
- سید محمد صدر